# Municipio de Scott Creek
El municipio de Scott Creek  (en inglés: Scott Creek  Township) es un municipio ubicado en el  condado de Jackson en el estado estadounidense de Carolina del Norte. En el año 2010 tenía una población de 2.094 habitantes.

## Geografía
El municipio de Scott Creek  se encuentra ubicado en las coordenadas 35°24′31.36″N 83°7′31.51″O / 35.4087111, -83.1254194.